# 妮可·舒辛格
妮可·舒辛格（英語：Nicole Scherzinger；1978年6月29日—）又名妮可·奇亞，美國歌手及舞蹈員。是美國流行女子組合小野貓的主唱和舞蹈員。她的首張個人專輯於2010年發行。

## 早年生平
妮可在夏威夷州的檀香山出生。她的生父有菲律賓血統，母親是夏威夷和俄羅斯混血，妮可的母親是一位傑出的草裙舞者，從小就教她跳舞。妮可小時候和繼父基爾·舒辛格、母親露絲瑪麗和妹妹奇雅拉在肯塔基州的路易斯維爾長大。妮可在母親再婚後用了繼父的德國姓氏「舒辛格」。她說自己是在傳統的天主教教育長大。
妮可的表演才能在路易維耳市開始，她在當地多個地方表演。她曾在大學修讀戲劇藝術，但她在1999年因為要加入搖滾樂團Days of the New發展，所以中止繼續修讀大學。

## 音樂事業

### 早年事業
1999年，妮可替年輕搖滾樂團Days Of The New巡迴演出，並擔任他們專輯的合音，當時已經發掘出妮可歌唱的才華。而妮可在2001年亦為Barry Drake的F.O.B錄製了兩首歌曲。
2001年，妮可入圍歌唱電視節目《Popstars》，並且成功入選五人女子團體Eden's Crush。發行了專輯《流行巨星》。團體在2001年推出的單曲《Get Over Yourself》銷量得到排行第一，在告示牌100熱門亦登上了頭五名。《Love This Way》是第二支單曲。然而唱片公司London-Sire Records倒閉，最終組合亦要解散。詞曲創作人卡娜·狄奧加迪曾製作該專輯其中一首歌，後來她亦和妮可為小野貓的專輯《PCD》創作。
打從Eden's Crush解散之後，妮可為自己的後繼發展開始努力，改了藝名妮可·奇亞（Nicole Kea），並且為電影《每天愛妳第一次》的原聲帶重唱了歌曲《Breakfast in Bed》，亦是她的那時候的唯一個人作品。
在2002年，妮可參與日本作曲家YOSHIKI的Violet UK計劃。妮可和東京交響樂團合作現場唱了英文版的《I'll Be Your Love》。這歌曲亦在雜錦唱片中發行。

### 小野貓
妮可在2003年6月加入了小野貓，當時小野貓正轉型為歌唱組合。妮可選為組合的主唱歌手，而第一次的公開演出是在2002年11月的《大衛深夜秀》。至今小野貓現在已經是知名的歌唱團體，多支單曲登上了告示牌流行榜頭五位，包括《別說不》、《鈕扣》和《伴隨你》以及頭二十位的歌曲《嗶嗶》。專輯《PCD》在2006年證實有雙白金銷量。妮可在幾乎唱了專輯內所有的主音和合音，另外的成員卡蜜特·芭查和美樂蒂·芳頓亦有參與合音。
妮可是團體內唯一一位成員參與《PCD》歌曲的創作，妮可和卡娜·狄奧加迪及製作人理治·亨利森(Rich Harrison)合作寫了《我不要男人》("I Don't Need a Man")，和製作人尚恩合作寫了《鈕扣》。另一首和卡娜·狄奧加迪(Kara DioGuardi)合作的《調情》。
2006年妮可為專輯宣傳，並巡迴演出。而小野貓在2008年亦會推出第二張專輯《Double The Trouble》。
妮可有時會被問到和成員們之間的關係，妮可說她們的關係很好，她們不單了解大家，還會給予大家空間。但她說由於工作太繁忙，她只有很少時間和她們見一見面。她們最常見面的地方就是在舞台上，在舞台上她們會產生一些化學作用。

### 個人發展
妮可為很多的男歌手的歌曲作合聲，2006年她和男歌手Avant在歌曲《Lie About Us》合唱，亦在P.Diddy的受歡迎歌曲《Come to Me》中合聲及創作。在2007年5月發布了一首單曲《Winning Women》，蕾哈娜在這首歌曲中和妮可合唱。
2005年至2006年間妮可開始製作她的首張個人專輯，並在2007年7月推出了首支單曲《Whatever U Like》，在2007年9月推出了第二首單曲《Baby Love》，第三支單曲《Super Villain》也在11月推出。但因為極小量的宣傳令單曲的反應不佳，首張個人專輯《Her Name is Nicole》在多次的延期（包括10月16日、11月6日和11月20日），決定在2008年推出。

### 媒體出現
妮可在個人發展間也在多個知名的音樂大獎頒獎禮上出現，包括《MTV音樂錄影帶大獎》、《MTV歐洲音樂錄影帶大獎》等。並在《MTV歐洲音樂錄影帶大獎》（EMA）和黑眼豆豆的will.i.am一同合作演出《Baby Love》
妮可和妮莉·費塔朵、娜塔莎·貝汀菲兒擔任了2007年度音樂頌獎禮格林美獎的頒獎嘉賓。
妮可也為美國電視廣播頻道The CW宣傳2007年至2008年秋季電視節目的宣傳廣告。
妮可在美國音樂雜誌《Blender》稱在第一次拍宣傳照時，她看到唱片公司準備的性感衣服立刻就哭了，接著就離開攝影棚，她說她只是想單純當個歌手，沒有辦法接受穿得這麼暴露。後來在唱片公司的支持下，妮可漸漸發現性感也是一種魅力的展現，才讓她慢慢接受性感裝扮。
妮可的另一大出镜地则是一级方程式赛车场。作为2008年世界冠军、梅賽德斯-賓士车手汉密尔顿的女友，妮可每次到场助阵都会不断吸引官方的直播镜头。她也被车迷称为汉密尔顿的“幸运女神”，因为有她助阵的大奖赛，汉密尔顿胜率极高，其中就包括他加冕世界冠军的2008年巴西大奖赛。儘管如此，他們的感情一波三折，曾經三次離合，在2015年第三次分手，而後妮可與英國唱作歌手紅髮艾德交往，但幾個月後即分手。現與小13歲的保加利亞職業網球運動員格里戈爾·季米特洛夫交往。

## 音樂作品

### 音樂專輯
- 2008年：《Her Name Is Nicole》

### 宣傳單曲
- 2007年7月：《Whatever U Like》
- 2007年9月：《Baby Love》
- 2007年11月：《Super Villain》

### 合作歌曲
| 年份   | 歌曲                                     | 歌手                         | 專輯                               |
| ------ | ---------------------------------------- | ---------------------------- | ---------------------------------- |
| 1999年 | 合音                                     | Days of the New              | 《Days of the New》                |
| 2001年 | 《I Saw You》 《I'm Getting There》      | F.O.B.                       | 《Love's a Woman's Game》          |
| 2003年 | 《Breakfast in Bed》                     | Nicole Kea / Various artists | 《每天愛你第一次》                 |
| 2003年 | 《I'll be your love》（英語版）          | Violet UK / Various artists  | 《Exposition of Global Harmony》   |
| 2005年 | 《If U Can't Dance (Slide)》             | Will Smith                   | 《Lost & Found》                   |
| 2005年 | 《Supa Hypnotic》 《Don't Ask Her That》 | Shaggy                       | 《Clothes Drop》                   |
| 2006年 | 《Lie About Us》                         | Avant                        | 《Director》                       |
| 2006年 | 《Il Mio Miracolo》 (You Are My Miracle) | Vittorio Grigolo             | 《In the Hands of Love》           |
| 2006年 | 《Come to Me》                           | P.Diddy                      | 《Press Play》                     |
| 2006年 | 《Contigo O Sin Tí》(If The Mood)        | Belinda                      | 《Utopía》                         |
| 2007年 | 《S.C.R.E.A.M.》                         | Timbaland                    | 《Timbaland Presents Shock Value》 |

## 外部連結
- 妮可·舒辛格的Instagram帳戶
- https://web.archive.org/web/20141101134329/http://nicole-br.com/
- Nicole Scherzinger Online
- PCD官方網站（页面存档备份，存于）
- NicoleFan.Com , Nicole and PCD Fansite（页面存档备份，存于）